# 丹野章
丹野 章（たんの あきら、1925年8月8日 - 2015年8月5日）は、日本の写真家。

## 生涯
東京都生まれ。日本大学芸術科写真学科を戦後1期生として卒業後、フリーカメラマンが少数の時代にフリーランスとして活動を始める。舞台写真の分野で活躍した後、新感覚の写真のグループVIVOに参加。東京都写真美術館、山口県立美術館、日本大学芸術学部、東京工芸大学ほかに作品がコレクションとして収蔵されている。
写真の著作権の保護期間問題に関わり、日本写真著作権協会（JPCA）の創設に貢献。1970年、著作権法の改正に関して、日本写真家協会を代表し、渡辺義雄とともに、第63回通常国会の衆参両院の関係委員会で意見を述べた。これを受けて国会議員の合意形成がすすみ、著作権法が改正され、写真の著作権の保護期間が公表後50年に延長された。1999年、著作権法100年特別功労者として文部大臣から表彰。
日本写真家協会常務理事、文化庁著作権審議会委員、日本リアリズム写真集団理事長など歴任。日本写真家ユニオン理事長、日本写真家協会名誉会員、日本舞台写真家協会名誉会員。
内弟子に、写真家の谷口雅彦、映像キャメラマンの岡野秀俊がいる。
2015年8月5日、急性肺炎のため死去。89歳没。

## エピソード
何でも自分で作る事が好きで自宅の棚から始まり暗室など作ったものは数知れない。
中途半端は嫌いで何でもきっちりしっかりとやりたい性格でやるならとことんやれ！がモットー。
酒も好きで和牛ステーキも好物だががんを患ったときはゲルソン療法からはじまりアマニ油、大豆ミートなどがんによいと言われる食事を自らの手で徹底し克服した。
映画やテレビドラマも好きで朝の連続テレビ小説は欠かさず見ていた。亡くなったときはドラマ「まれ」の放映中の頃。
母が福島県二本松の出身でそのせいもあるのかそば好きであった。

## 年表
- 1949年、日本大学芸術科写真学科卒業。
- 1951年からフリー。
- 1957年、10人の眼展に1953年から数年間にわたって追い続けた[6]サーカスをテーマにした作品を発表。
- 1959年、佐藤明、奈良原一高、東松照明、川田喜久治、細江英公とグループvivo結成[7]。1961年解散。
- その後、三井三池争議、安保闘争などの当時の世相を背景にして、炭坑をはじめ、軍事基地、沖縄、広島などを題材にした作品を発表[8]。
- 1971年5月、日本写真著作権協会（JPCA）創立に関わる。
- 1972年から1992年にかけて「壬生狂言」を撮影[9]。
- 1979年から1983年には「日本の風土」シリーズを撮影[10]。
- 1988年日本リアリズム写真集団副理事長、翌1989年同集団理事長に就任[11]。2001年まで。
- 1993年、香港で開かれた「アジア写真著作権会議」に日本写真家協会から派遣される[4]。
- 2001年、任意団体として日本写真家ユニオンが発足し、代表理事を務める。
- 2009年5月、キヤノンギャラリーSで写真展「丹野章の戦後」開催[12]。
- 2011年［3.11を忘れない写真家の会］に参加。（代表・谷口雅彦）亡くなるまで会の精神的支柱として活動を行った。

## 主な著書
- 『詩(ポエム)きものマイムの世界』松井朝子との共著 (1990年8月、偕成社)
- 『壬生狂言—丹野章写真集』(1992年5月、光陽出版社)
- 『日本で演じた世界のバレエ』(1995年5月、イメージハウス)
- 『撮る自由—肖像権の霧を晴らす』(2009年6月、本の泉社)